# BSアニメ特選
BSアニメ特選（ビーエスアニメとくせん）とは、NHK BS2で放送されるアニメ番組枠である。

## 概要
春休み、夏休み、冬休みの各学休期間に放送される。また、一時期ゴールデンウィークでも放送された。基本的な放送時間は主に午前9時台から11時台の放送である。放送する作品は冒頭に5分間のミニアニメ、そして2時間使い映画作品が放送される。

## 作品一覧

### BS春休みアニメ特選
- アリオン
- トップをねらえ!
- 劇場版マクロスシリーズ
  - 超時空要塞マクロス 愛・おぼえていますか
  - マクロスプラス MOVIE EDITION
  - マクロス7 銀河がオレを呼んでいる!
- YELLOW JACKET
- らんま1/2 中国寝崑崙大決戦! 掟やぶりの激闘篇!!
- 海のトリトン（劇場版）
- 銀河英雄伝説 新たなる戦いの序曲
- 遙かなる時空の中で3 紅の月
- ルパン三世 バビロンの黄金伝説

### BS夏休みアニメ特選
- 1994年（7月25～29日、8月1～5日　ナビゲーター：林原めぐみ）
  - ハローキティのお城の王子さま
  - ダーティペア FLASH
  - 御先祖様万々歳!
  - けろけろけろっぴの空をとべたら
  - めぞん一刻・完結編
  - キキとララのパパとママにあいたい
  - コブラ・劇場版
  - ハローキティのアルプスの少女ハイジⅡ
  - ガルフォース・エターナルストーリー
  - けろけろけろっぴの友だちになろうよ
  - すずめになった少年ウイリーの冒険(すずめのヴィリ　原題『VILI, A VERÉB』)
  - キキとララのはばたけペガサス
  - みどりの森のキャプテン
  - けろけろけろっぴのロビンフッド
  - がんばれ!キッカーズ　ぼくたちの伝説
  - POPS
  - ハローキティのパパなんて大きらい
  - ふしぎな不思議な白雪姫
  - A－GIRL
  - キキとララの星のダンスシューズ
  - ダロス・スペシャル
  - SINGLES
  - けろけろけろっぴのぼくたちのたからもの
  - タイムパトロール
  - キッスは瞳にして
  - 劇場版カードキャプターさくら
  - 劇場版カードキャプターさくら 封印されたカード
  - 劇場版あずきちゃん ホワイト・バレンタイン♥ 恋のチャンスがやってきた!!
  - ああっ女神さまっ(OVA版)
  - ぼくのマリー（1・2話）
  - 11人いる!
  - 名探偵ホームズ（ミセス・ハドソン人質事件とドーバー海峡の大空中戦を放送）
  - ふしぎの部屋のモーフ（英語版）[1]
  - ジョルジュ・S作品集
  - ぞくぞく村のオバケたち
  - チャイナさんの憂鬱

### BS冬休みアニメ特選
- 1994年(1994年12月26日～1995年1月7日　ナビゲーター：日髙のり子)
  - 超時空要塞マクロス
  - ハローキティの郵便屋さんありがとう
  - タッチ～背番号のないエース
  - ぼくの地球を守って
  - けろけろけろっぴのびっくり！おばけやしき
  - タッチ２～さよならの贈り物
  - ガルフォース～地球章
  - 劇場版機動戦士ガンダム
  - ハローキティのふしぎなみずうみ
  - アルプスの少女ハイジ
  - アヒルのペックルの秘宝を探せ！
  - ポチャッコのにんじん畑は大騒ぎ
  - ユニコ
  - お洒落小僧は花マルッ
  - ハローキティのみんなの森をまもれ！
  - サムとチップのハチャメチャ大レース
  - アラジンと魔法のランプ
  - きまぐれオレンジロード
  - けろけろけろっぴのミツバチ大騒動
  - バブルガム・クラッシュ
  - ハンサムな彼女
  - ハローキティの幸せのチューリップ
  - デトネイター・オーガン
  - 愛と剣のキャメロット
  - 劇場版機動警察パトレイバー
    - 機動警察パトレイバー the Movie
    - 機動警察パトレイバー 2 the Movie

  - パンダコパンダ
    - パンダコパンダ 雨ふりサーカスの巻

- 1995年(1995年12月25日～1996年1月5日)
  - トッピィくん
  - ファーザー・クリスマス
  - ウォンブルズ
  - パンダコパンダ
  - ユメみるハックスレー
  - 巨人の星（映画）
  - 白蛇伝
  - リトルツインズ
  - エースをねらえ!（映画）
  - 銀河鉄道999 (The Galaxy Express 999)
  - ハリネズミ（※2か国語放送）
  - 機動警察パトレイバー the Movie
  - 11人いる!
  - 西遊記
  - ビーバーパパ
  - 太陽の王子 ホルスの大冒険

- 1996年(1996年12月23日～1997年1月5日)
  - リトルツインズ
  - 名探偵ホームズ
  - ソニック・ザ・ヘッジホッグ（OVA版）
  - チキチキマシン猛レース
  - トラップ一家物語
  - インセクターズ
  - 童話アニメ
  - ぼくの地球を守って
  - あんみつ姫
  - 天才バカボン

- 2009年分
  - 劇場版 どうぶつの森
  - 雲のように風のように
  - ユンカース・カム・ヒア
  - YAWARA! それゆけ腰ぬけキッズ!!
  - ながぐつ三銃士
  - 長靴をはいた猫 80日間世界一周
  - 劇場版あしたのジョー
    - あしたのジョー
    - あしたのジョー2

  - バビル2世（OVA版）
  - 風の大陸

## 参考資料
- NHK番組表ヒストリー：NHKアーカイブス公式サイト内のデータベース。
- 毎日新聞テレビ欄当日付。